# MRNA-1083
Le vaccin mRNA-1083 de Moderna est un candidat vaccin à ARN messager combiné contre la Covid-19 et la grippe saisonnière (3 souches : H1N1, H3N2 et B/Victoria).
Il combine des composants des candidats vaccins mRNA-1010 (antigrippal) et mRNA-1283 (contre la Covid-19).
En 2024, les essais de phase III montrent une immunité améliorée par rapport à deux combinaisons de vaccins autorisés contre ces maladies,.